# Dumping swimmer
『dumping swimmer』（ダンピング・スイマー）は、日本のバンド・シナリオアートのメジャー3枚目のミニアルバム。2016年3月9日にki/oon Recordsより発売。

## 概要
- 前作「Happy Umbrella」以来9ヶ月ぶりのアルバム。
- メンバー曰く、「心に溜まった黒い感情、毒を吐き出しながら精神の奥深くに隠された深海に潜る物語。毒をもって毒を制す。明るい希望ばかり抱くことを強要する世界に疲れた人に聴いて欲しい。」。[1]
- 初回限定盤には、『Scenario Sessions』と題された4曲のスタジオアコースティックライブ映像を収めたDVDを封入。
- 収録曲「シニカルデトックス」のMVには、東京ゲゲゲイよりMARIE、YUYU、MIKUが出演。YUYUは「ナナヒツジ」から続けて出演となる。

## 収録曲・収録映像

### CD
| #         | タイトル                 | 作詞           | 作曲             | 時間  |
| --------- | ------------------------ | -------------- | ---------------- | ----- |
| 1.        | 「シンカイヘ」           | ―              | ヤマシタタカヒサ | 1:30  |
| 2.        | 「シニカルデトックス」   | ハヤシコウスケ | シナリオアート   | 4:22  |
| 3.        | 「レムファクション」     | ハットリクミコ | シナリオアート   | 3:36  |
| 4.        | 「プライドモンスター」   | ハヤシコウスケ | シナリオアート   | 4:04  |
| 5.        | 「ナイトスイマー」       | ハヤシコウスケ | シナリオアート   | 3:49  |
| 6.        | 「カオティックダウナー」 | ハヤシコウスケ | シナリオアート   | 5:45  |
| 7.        | 「センカイヘ」           | ―              | ハヤシコウスケ   | 2:35  |
| 合計時間: | 合計時間:                | 合計時間:      | 合計時間:        | 25:41 |

### 初回限定盤DVD
Scenario Sessions -Studio Acoustic Live-
| #  | タイトル                 | 作詞 | 作曲・編曲 |
| -- | ------------------------ | ---- | ---------- |
| 1. | 「ポートレイトボヤケル」 |      |            |
| 2. | 「ワンターボックス」     |      |            |
| 3. | 「ハイスイコウノサキニ」 |      |            |
| 4. | 「ナナヒツジ」           |      |            |